# Disques Vogue
Pour les articles homonymes, voir Vogue (homonymie).
Disques Vogue est un label français de production et de distribution de disques, créé en 1947 et disparu en 1992. 
Il a joué un rôle important dans l'histoire de la chanson française d'après-guerre, en produisant à leurs débuts plusieurs des vedettes des années 1960 : Johnny Hallyday, Françoise Hardy, Jacques Dutronc, etc.

## Historique de l'entreprise
La maison Disques Vogue est fondée à Paris par trois amis passionnés de jazz, Charles Delaunay (1911-1988), lié au Hot Club de France, Albert Ferreri (1911-1998) et Léon Cabat (1922-2005). 
Maison de disques entièrement française, elle se dote rapidement de ses propres studios d'enregistrement, d'un atelier de gravure et d'une usine de pressage, qu'elle installe à Villetaneuse en 1956.
L'usine de Villetaneuse ferme en 1987 ; l'entreprise lui survit pendant cinq ans. 

## Historique de la production
| Logo « disques vogue ». |

À l'origine, le label est spécialisé dans les enregistrements de jazz, produisant des artistes tels que Sidney Bechet, Django Reinhardt, Dizzy Gillespie, Lionel Hampton et Errol Garner. Par la suite, Vogue enrichira son catalogue en distribuant des artistes tels que Frank Sinatra, The Doors, The Kinks, The Everly Brothers, Yazoo, Depeche Mode...
Au début des années 1960, Vogue donne leur première chance à de nombreux jeunes tels que Jean-Jacques Debout, Pierre Perret, Petula Clark, Johnny Hallyday, Antoine, Les Charlots, Jacques Dutronc, Françoise Hardy, etc.. À la fin des années 1960 a lieu la sortie du tube Adieu jolie Candy, interprété par Jean-François Michael. Au début des années 1970, Présence, Le Grand Jojo, puis La Bande à Basile, signent également plusieurs albums chez Vogue.
Parmi les plus grands succès des années 1970, on trouve le groupe Martin Circus (Je m'éclate au Sénégal) en 1972, Morris Albert (Feelings) en 1975, mais aussi Plastic Bertrand (Ça plane pour moi) en 1977. Sur le label britannique PYE, le groupe Mungo Jerry et son titre In the Summertime sorti en 1970 est au sommet des hit-parades. Toujours sur le label PYE, Carl Douglas est un incontournable des discothèques en 1974 avec Kung Fu Fighting.Sur le label britannique PYE, le groupe Mungo Jerry et son titre In the Summertime sorti en 1970 est au sommet des hit-parades. Toujours sur le label PYE, Carl Douglas est un incontournable des discothèques en 1974 avec Kung Fu Fighting.[pas clair]
Dans les années 1970 et au début des années 1980, Vogue distribue le groupe ABBA et du  disco des États-Unis Donna Summer (Casablanca), Kool & The Gang et leur premier tube Ladies Night en 1979, et en France Space (groupe disco-electronic produit par Jean-Philippe Iliesco) et son premier hit Magic Fly en 1977. Sans oublier le label Motown comptant parmi ses artistes Diana Ross, Stevie Wonder, Marvin Gaye, etc.
En 1979, un groupe de hard-pop rock fait son apparition, Kiss (I Was Made for Lovin' You). Quelques années plus tard, Vogue amène le premier rap en France avec le groupe The Sugarhill Gang (Rapper's Delight), Indeep (Last Night a D.J. Saved My Life) en 1983, avant de lancer  Axel Bauer avec Cargo en 1983, derniers gros succès pour la maison de disques. L'entreprise ferme en mai 1992. Vogue n'est plus dès lors qu'un label appartenant à Sony BMG.
En 1958, Vogue avait signé avec Jean Ferrat son premier 45 tours contenant 4 titres (Les Mercenaires, Frédo la nature, Ma vie, mais qu'est ce que c'est et L'homme sandwich), intitulé Vol.1. Faute de succès, il n'y eut pas de volume 2. En revanche, lorsque Ferrat aura percé, ce disque sera réédité sous le label « Pop4 »,destiné essentiellement aux grandes surfaces, où il sera vendu à petit prix.